# HMAS Norman (M 84)
HMAS Norman (M 84) (Норман) — третий тральщик-искатель мин типа «Хуон», который поступил на вооружение ВМС Австралии. Был построен фирмой Thales Australia в Ньюкасле и назван в честь реки «Норман» в Квинсленде. Введён в строй 26 августа 2000 года. Приписан к базе ВМС Австралии «Уотэрхен» в Сиднее. 
Один из двух минных охотников, которые с 2011 года находятся в резерве из-за нехватки персонала. По состоянию на ноябрь 2024 года судно выставлено на продажу.